# Wierchnij Imiek
Wierchnij Imiek (ros. Верхний Имек) – wieś (dieriewnia) w Rosji, w Chakasji, w rejonie tasztypskim. W 2010 liczyła 244 mieszkańców.